# IC 4355
IC 4355 је спирална галаксија у сазвјежђу Ловачки пси која се налази на листи објеката дубоког неба у Индекс каталогу.
Деклинација објекта је + 28° 25' 20" а ректасцензија 13h 58m 6,0s. Привидна величина (магнитуда) објекта IC 4355 износи 14,5 а фотографска магнитуда 15,4. IC 4355 је још познат и под ознакама MCG 5-33-30, CGCG 162-37, IRAS 13557+2839, PGC 49690.